# William Sturgeon

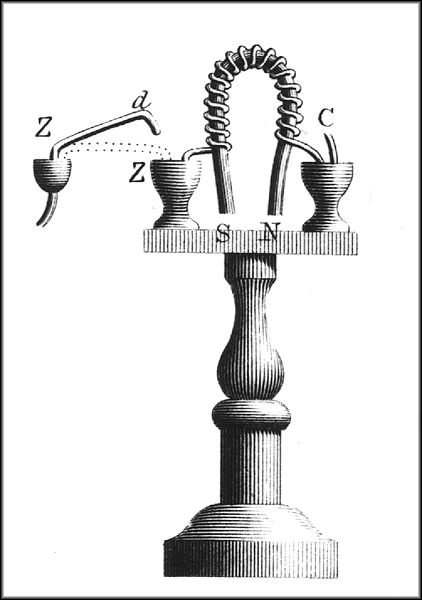
Pierwszy elektromagnes. Rysunek Sturgeona z pracy (1824) dla British Royal Society of Arts, Manufactures, and Commerce. Elektromagnes został wykonany z 18 zwojów gołego drutu miedzianego (izolowanych przewodów jeszcze nie wynaleziono)

William Sturgeon (ur. 22 maja 1783 w Whittington, zm. 4 grudnia 1850 w Prestwich) – angielski inżynier elektryk.

## Życiorys
Urodził się w hrabstwie Lancashire. Wstąpił do wojska. W 1825 zademonstrował pierwszy elektromagnes. W 1832 wynalazł komutator wykorzystywany w silnikach elektrycznych, a w 1836 zbudował galwanometr z ruchomą cewką. Współpracował m.in. z Joulem.
Elektromagnes Sturgeona posiadał rdzeń, wykonany z miękkiego żelaza. Dla zapewnienia izolacji elektrycznej rdzeń pokryto lakiem, na warstwie którego nawinięto nie izolowany drut miedziany. Konstrukcja była w stanie utrzymać trwale ciężar większy od własnego. Urządzenie wytyczyło drogę dla takich wynalazków technicznych jak telegraf, silnik elektryczny i inne. 
Jego Annały elektryczności (1836) były pierwszym tego rodzaju wydawnictwem w Anglii.
Pochowany w Prestwich. Na płycie nagrobnej umieszczono napis: William Sturgeon – The Electrician (ang. elektryk).